# 内田哲也
内田 哲也（うちだ てつや）は、日本の作曲家、編曲家、音楽プロデューサー。

## 経歴
それまでフリーのベーシストとして作編曲を手がけていたが、結婚を機にナムコのサウンド部へ入社、「Kosmos, Cosmos」を皮切りに『アイドルマスターシリーズ』等の楽曲制作や音楽プロデュースを手がける。のちCygames所属。

## 楽曲を提供した主な作品
- 『beatmania IIDX 11 IIDX RED』
  - 「listen to yourself」（作曲・編曲）
- 『アイドルマスター』
  - サウンドディレクター（2009年 - 2014年）
  - 「Kosmos, Cosmos」（作曲・編曲）
  - 「キミはメロディ」（作曲・編曲）
  - 「七彩ボタン」（作曲・編曲）
  - 「Mon Chéri」（作曲・編曲）
  - 「CHANGE!!!!」（作曲、橋本由香利と共編曲）
  - 「ONLY MY NOTE」（作曲・編曲）
- 『アイドルマスター ディアリースターズ』
  - BGM
  - サウンドディレクター
  - 「プリコグ」（作曲・編曲）
- 『アイドルマスター シンデレラガールズ』
  - サウンドディレクター（2013年）
  - サウンドプロデューサー（2013年 - 2016年）
  - 「お願い！シンデレラ」（作曲・編曲）
  - 「TOKIMEKIエスカレート」（作曲・編曲）
  - 「パステルピンクな恋」（作曲・編曲）
  - 「夢色ハーモニー」（作曲）
  - 「とどけ！アイドル」（作曲・編曲）
  - 「SUPERLOVE☆」（作曲・編曲）
- 『ウマ娘 プリティーダービー』
  - サウンドプロデューサー（2016年 - ）
  - 「奇跡を信じて!」（作曲・編曲）
  - 「ENDLESS DREAM!!」（作曲、滝澤俊輔と共編曲）
- 『プリンセスコネクト！Re:Dive』
  - 「Great Journey」（作曲・編曲）